# Heiner Kugler

Kugler im Trikot des Dresdner SC

Heiner Kugler (* 5. Februar 1911 in Franzensbad, Österreich-Ungarn; † unbekannt) war ein deutscher Fußballspieler, der 1938 ein Länderspiel für die damalige Tschechoslowakei bestritten hat. Er gewann mit dem Dresdner SC zweimal die deutsche Fußballmeisterschaft und einmal den Tschammerpokal.

## Leben
Kugler lebte bis 1938 im tschechoslowakischen Nordböhmen. Von 1937 bis 1938 spielte er mit dem Teplitzer FK in der höchsten tschechoslowakischen Fußball-Liga. Am 3. April 1938 debütierte er – wie auch sein Teplitzer Vereinskollege Heiner Schaffer – beim 0:4 in Basel gegen die Schweiz in der tschechoslowakischen Nationalmannschaft.
Zu Saisonbeginn 1938/39 wechselte er mit seinem Vereinskameraden Heinrich Schaffer zum Dresdner SC in die Gauliga Sachsen, die zu diesem Zeitpunkt eine der 18 höchsten Fußballklassen in Deutschland war. Bereits in seinem ersten Dresdner Jahr gewann Kugler mit seiner Mannschaft die sächsische Fußballmeisterschaft. In der anschließenden Endrunde um die deutsche Meisterschaft wurde Kugler in allen neun Begegnungen eingesetzt und erzielte vier Tore. Der DSC erreichte das kleine Finale um den dritten Platz und gewann mit 3:2 über den Hamburger SV. Kugler erzielte den Siegtreffer.
In der Saison 1939/40 wurde der Dresdner SC zum ersten Mal Deutscher Vizemeister und gewann das Endspiel um den Tschammerpokal (2:1 über den 1. FC Nürnberg). Kugler war jedoch weder an der Meisterschaftsendrunde noch am Pokalfinale beteiligt. Erst ein Jahr später gewann er seinen ersten Titel beim 2:1-Endspielsieg um den Tschammerpokal über den FC Schalke 04. In der 18. Minute erzielte er als Rechtsaußenstürmer das erste Tor der Dresdner.
1943 gewann Kugler endlich auch die Deutsche Meisterschaft. In der Endrunde wurde er ab dem Viertelfinale eingesetzt. Er war mit vier Toren in jedem Spiel erfolgreich, beim 3:0-Endspielsieg über den FV Saarbrücken besorgte er wieder als Rechtsaußenstürmer den Endstand. 1944 gewann der Dresdner SC erneut die Deutsche Meisterschaft, Kugler gehörte jedoch auch diesmal nicht zum Endrundenaufgebot.
Nach dem Ende des Zweiten Weltkriegs verließ Kugler Dresden und spielte bis 1948 für den bayerischen Amateurligisten Sportvereinigung Coburg.